# Lesoto
Lesoto je država-enklava u južnoj Africi u potpunosti okružena teritorijem Južnoafričke Republike. Članica je Commonwealtha.
Od 1868. do 1966. područje Lesota, tada zvanog Basutoland, bilo je britanski protektorat izdvojen od okolnog teritorija Južnoafričke Republike. Poslije stjecanja neovisnosti ponovno je uspostavljena tradicionalna monarhija. Nakon duge jednostranačke, a zatim i vojne vladavine prvi slobodni izbori održani su 1993. U devedestima se gospodarska situacija u zemlji pogoršala, pa su prosvjedi nakon izbora 1998. prerasli u široke nemire praćene pljačkom i uništavanjem poslovne četvrti glavnog grada, koji su zaustavljeni tek intervencijom snaga JAR i Bocvane. Od tada se stanje u zemlji smirilo, a gospodarski oporavak ubrzan je nakon stjecanja trgovinskih pogodnosti SAD-a namijenjenih siromašnim afričkim zemljama.
Lesotsko gospodarstvo uvelike je ovisno o susjednoj Južnoafričkoj Republici, gdje je zaposlen velik dio muškaraca. Značaj industrije u gospodarstvu raste, a poljoprivredna proizvodnja pada. BDP za 2023. procijenjen je na 3234 USD po stanovniku, mjereno po PPP-u.
Prevalencija infekcije virusom HIV je među najvišima u svijetu; virusom je zaraženo oko 29% stanovništva.
U Lesotu ima 5,2 km³ obnovljivih izvora vodâ (1987.). Lesoto je država s najvišom najnižom točkom na svijetu, više od 80 % državnoga područja je 1800 metara iznad morske razine.
Budući da Lesoto ne napadaju ce-ce muhe, stoka se u zemlji nakon kolonizacije brzo razmnožila. Ranih 1950-ih bilo je više od 1 000 000 ovaca, 690 000 koza, 400 000 goveda i 100 000 konja.
Većinu stanovništva čine kršćani (oko 97%).

## Upravna podjela
Lesoto je upravno gledano podjeljen na 10 sljedećih distrikta:
- Distrikt Berea (središte distrikta, grad Teyateyaneng)
- Distrikt Butha-Buthe
- Distrikt Leribe
- Distrikt Mafeteng
- Distrikt Maseru
- Distrikt Mohale's Hoek
- Distrikt Mokhotlong
- Distrikt Qacha's Nek
- Distrikt Quthing
- Distrikt Thaba-Tseka